# Ali Aguilar
Pour les articles homonymes, voir Aguilar.
Ali Aguilar est une joueuse américaine de softball née le 28 août 1995 à Roseville. Avec l'équipe des États-Unis, elle a remporté la médaille d'argent aux Jeux olympiques d'été de 2020 à Tokyo.
Elle est championne du monde de softball en 2016 et 2018, finaliste de la Coupe du monde de softball en 2017 et vainqueur des Jeux panaméricains de 2019.